# Jevgeni Fjodorov (wielrenner)
Jevgeni Vasiljevitsj Fjodorov (Russisch: Евгений Васильевич Федоров) (Aktobe, 16 februari 2000) is een Kazachs wielrenner die sinds 2019 voor de vanaf 2022 Astana Qazaqstan geheten ploeg uitkomt.

## Carrière
Fjodorov werd zowel Kazachs kampioen op de weg als in de tijdrit. In de tijdrit won hij ook het Aziatisch kampioenschap. In 2020 won hij drie etappes in kleinere rondes buiten Europa. In 2021 tekende hij bij Astana-Premier Tech. In 2022 werd hij wereldkampioen bij de beloften op de weg.

## Overwinningen
2017
 Kazachs kampioen op de weg, junioren
4e etappe Tour de DMZ
2018
 Kazachs kampioen op de weg, junioren
 Olympische jeugdspelen: Ploegentijdrit
3e etappe Tour de DMZ
2019
 Aziatisch kampioen tijdrijden, junioren
 Aziatisch kampioen op de weg, junioren
2020
1e etappe Ronde van Langkawi
1e etappe Ronde van Rwanda
1e etappe Ronde van Szeklerland
2022
 Aziatisch kampioen tijdrijden
 Wereldkampioen op de weg, beloften
2023
 Aziatisch kampioen gemengde ploegentijdrit
 Aziatisch kampioen tijdrijden
 Aziatische Spelen wegwedstrijd
2024
 Aziatisch kampioen tijdrijden
2025
 Aziatisch kampioen gemengde ploegentijdrit
 Aziatisch kampioen tijdrijden
 Kazachs kampioen tijdrijden, elite
 Kazachs kampioen op de weg, elite

## Resultaten in voornaamste wedstrijden
| Jaar | Ronde van Italië | Ronde van Frankrijk | Ronde van Spanje |
| ---- | ---------------- | ------------------- | ---------------- |
| 2021 |                  |                     |                  |
| 2022 |                  |                     | 123e             |
| 2023 |                  | 148e                |                  |
| 2024 |                  | buiten tijd         |                  |
| 2025 |                  | opgave              |                  |

| Jaar | Milaan-San Remo | Gent-Wevelgem | Ronde van Vlaanderen | Parijs-Roubaix | Amstel Gold Race | Waalse Pijl |  | WK op de weg |
| ---- | --------------- | ------------- | -------------------- | -------------- | ---------------- | ----------- |  | ------------ |
| 2021 |                 | opgave        | uitgesl.             | opgave         |                  |             |  |              |
| 2022 |                 |               | 101e                 | 100e           |                  | opgave      |  |              |
| 2023 |                 | 58e           | 63e                  | 26e            |                  |             |  |              |
| 2024 | 91e             | 75e           | opgave               | 14e            | opgave           | opgave      |  | opgave       |
| 2025 | 68e             | 18e           | 27e                  | 67e            |                  |             |  |              |

## Ploegen
- 2019 −  Vino-Astana Motors
- 2020 −  Vino-Astana Motors
- 2021 −  Astana-Premier Tech
- 2022 –  Astana Qazaqstan
- 2023 –  Astana Qazaqstan
- 2024 –  Astana Qazaqstan
- 2025 –  XDS Astana Team

Aranburu · Battistella · Boaro · Broesenski · Contreras · de Bod · Fjodorov · Felline · Fraile · Fuglsang · Gïdïç · Gregaard · Groezdev · Houle · G. Izagirre · J. Izagirre · Kudus · Loetsenko · Martinelli · Natarov · Perry · Piccolo tot 31 mei · Pronskïÿ · Rodríguez · Romo · Sánchez · Sobrero · Stalnov · Tejada · Vlasov · Zacharov
Basso · Battistella · Boaro · Broesenski · Conti · de Bod · de la Cruz · Dombrowski · Fjodorov · Felline · Gazzoli (tot 10/8) · Gïdïç · Groezdev · Henao (tot 31/07) · López · Loetsenko · Martinelli · Moscon · Natarov · A. Nibali · V. Nibali · Nurlykhassym · Pronskïÿ · Raboesjenka · Romo · Scaroni (vanaf 28/07) · Tejada · Velasco · Zacharov · Zejts · Chzhan (stagiair) · Syritsa (stagiair)
Basso · Battistella · Boaro · Bol · Broesenski · Cavendish · Chzhan · de la Cruz · Dombrowski · Fjodorov · Felline · Garofoli · Gïdïç · Groezdev · Laas · Loetsenko · Martinelli · Moscon · Natarov · Nibali · Nurlykhassym · Pronskïÿ · Raboesjenka · Romo · Sánchez · Scaroni · Syritsa · Tejada · Velasco · Zejts
Ballerini · Battistella · Bettiol (vanf 15/8) · Bol · Brusenskii · Cavendish · Charmig · Fjodorov · Fortunato · Garofoli · Gazzoli · Giditş · Groezdev · Kanter · Koezmin · López · Loetsenko · Maroechin · Mulubrhan · Mørkøv · Pronskii · Scaroni · Schelling · Selig · Syritsa · Tejada · Tsjzjan · Umba · Velasco · Vinokoerov · Goyo (stagiair) · Smirnov (stagiair) · Trezise (stagiair)